# ایگل سامیت

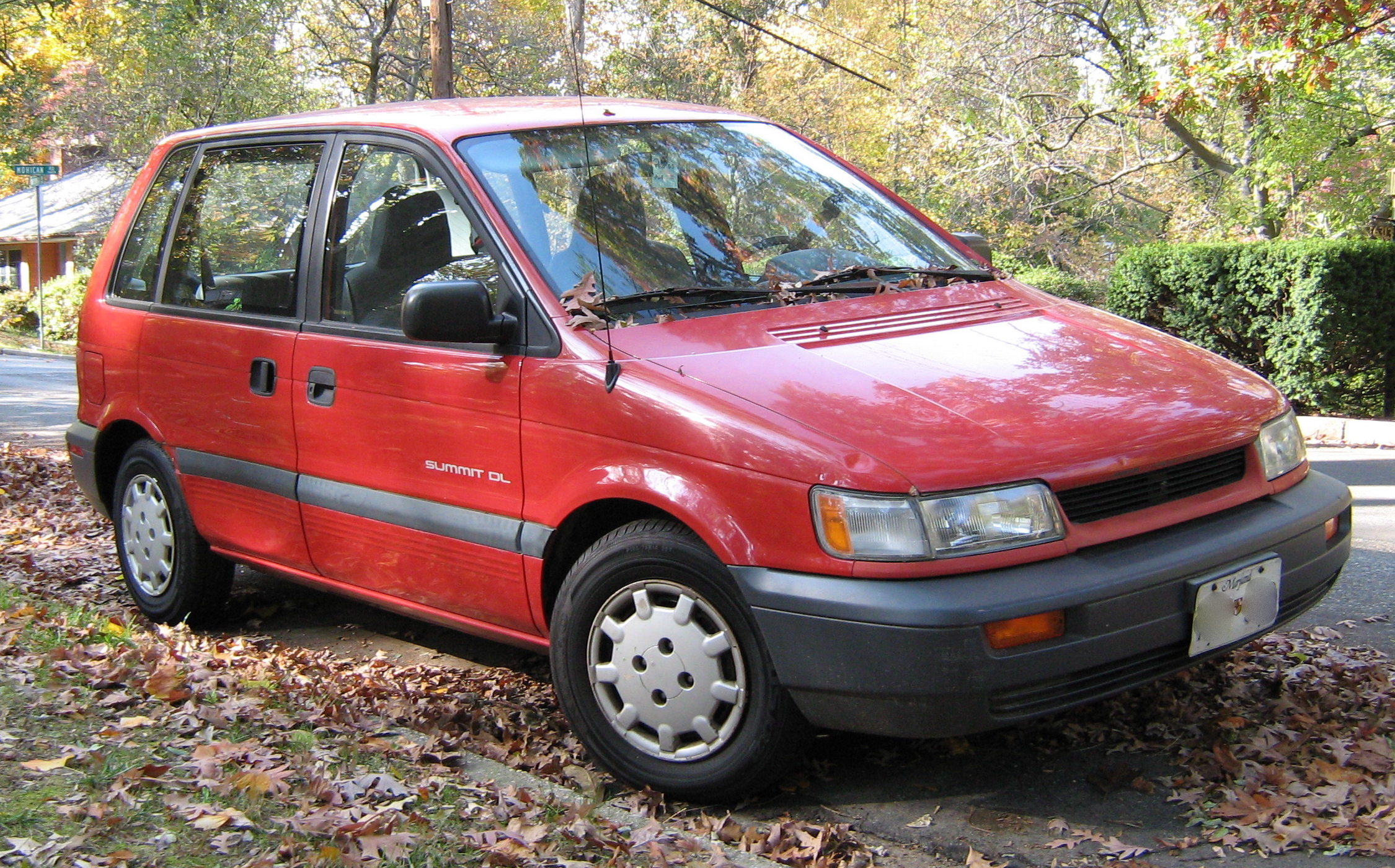

ایگل سامیت (Eagle Summit) خودرویی است که در سال‌های ۱۹۸۹–۱۹۹۶تولید شده‌است.
این خودرو در کلاس خودرو کامپکت کوچک قرار گرفته، است.